# Voivodia da Mazóvia (1526–1795)

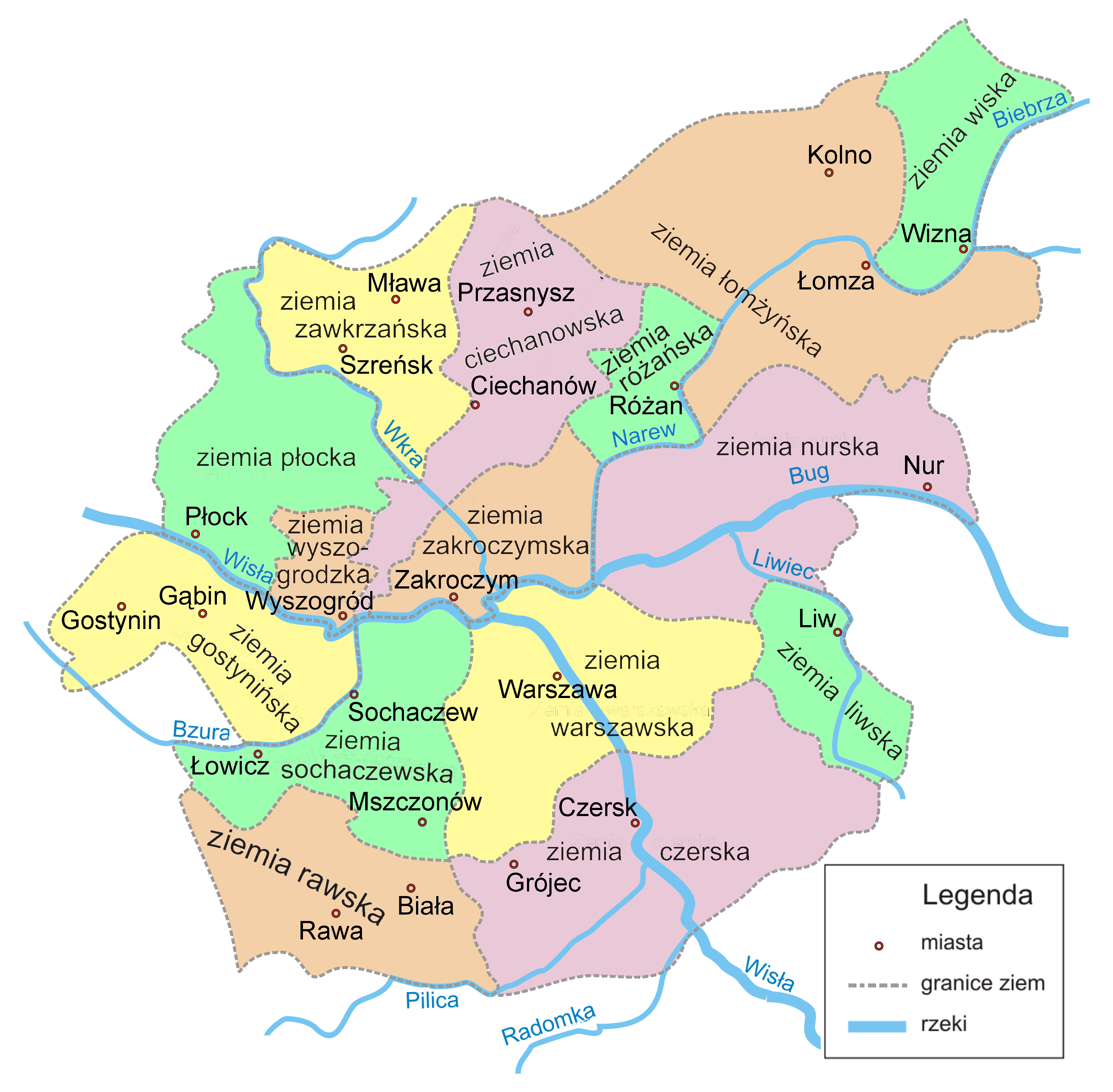
Divisão administrativa das terras (ziemia) da voivodia da Mazóvia dos séculos XIV ao XVIII.

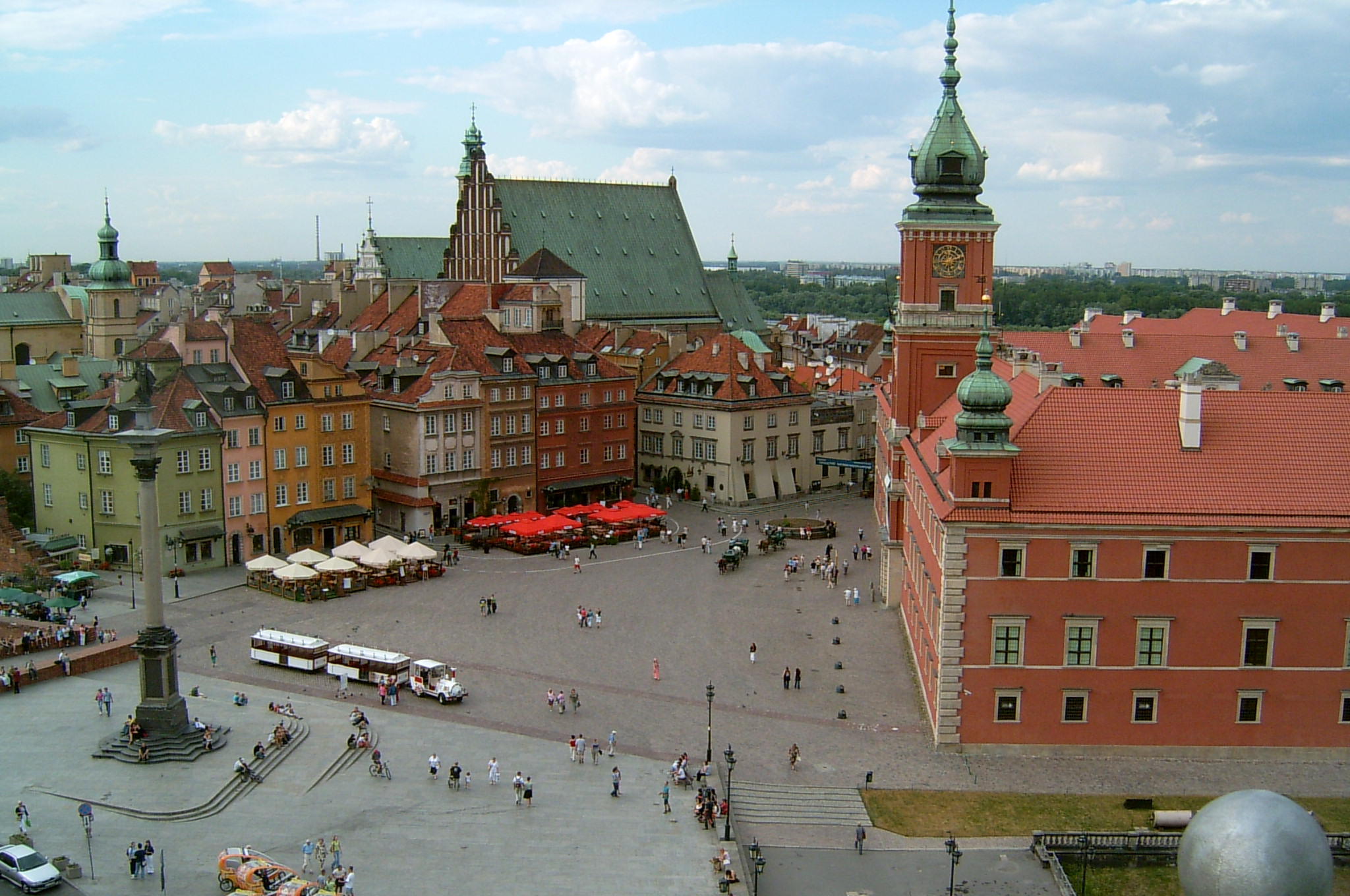
Praça do Castelo Real, Varsóvia.

Voivodia da Mazóvia (polonês: województwo mazowieckie) foi uma região administrativa do Reino da Polônia e depois da República das Duas Nações, do século XV até as partições da Polônia (1795). Juntamente com as voivodias de Płock e Rawa, formavam a província da Mazóvia.

## Governo municipal
Sede de governo da voivodia: 
- Varsóvia

## Voivodas
- Stanisław Warszycki (1630-1651)
- Stanisław Poniatowski (a partir de 1731)
- Andrzej Mokronowski (a partir de 1781)

## Divisão administrativa

### Ziemie
- Ziemia ciechanowska -  Ciechanów
  - Powiat ciechanowski
  - Powiat przasnyski
  - Powiat sąchocki
- Ziemia czerska -  Czersk
  - Powiat czerski
  - Powiat grójecki
  - Powiat warecki
- Ziemia liwska -  Liw
- Ziemia łomżyńska -  Łomża
  - Powiat łomżyński (łomzieński)
  - Powiat kolneński
  - Powiat zambrowski
  - Powiat ostrołęcki
- Ziemia nurska - Nur
  - Powiat nurski
  - Powiat ostrowski
  - Powiat kamieńczykowski
- Ziemia różańska -  Różan
  - Powiat różański
  - Powiat makowski
- Ziemia warszawska -  Varsóvia
  - Powiat warszawski
  - Powiat błoński
  - Powiat tarczyński
- Ziemia wiska - Wizna
  - Powiat wiski
  - Powiat wąsoski
  - Powiat radziłowski
- Ziemia wyszogrodzka -  Wyszogród
- Ziemia zakroczymska -  Zakroczym
  - Powiat zakroczymski
  - Powiat nowomiejski